# Strypa
De Strypa (Oekraïens: Стрипа) is een rivier in de oblast Ternopil, West-Oekraïne. Het is een zijrivier van de Dnjestr, die 147 km zuidwaarts stroomt door deze oblast en heeft een stroomgebied van 1.610 km² (12% van het grondgebied van de oblast). De rivier is over het algemeen ongeveer 30 m breed en heeft een scherp gedefinieerde vallei. Tussen Boetsjatsj en Zboriv stroomt de Strypa door een diepe kloof over talrijke watervallen. Het water wordt gebruikt voor de industrie en landbouw. Er is een klein waterreservoir in gebouwd. De belangrijkste steden langs de rivier zijn Zboriv, Boetsjatsj en Zarvanytsia. De belangrijkste zijrivieren zijn de West-Strypa, Vosushka, Vil'khovets' en Studenka.
In 1915-1916 was de rivier de frontlinie tussen de Russische en Oostenrijks-Hongaarse legers.